# Camponotus hildebrandti
Camponotus hildebrandti är en myrart som beskrevs av Auguste-Henri Forel 1886. Camponotus hildebrandti ingår i släktet hästmyror, och familjen myror.

## Underarter
Arten delas in i följande underarter:
- C. h. dichromothrix
- C. h. hildebrandti

## Bildgalleri

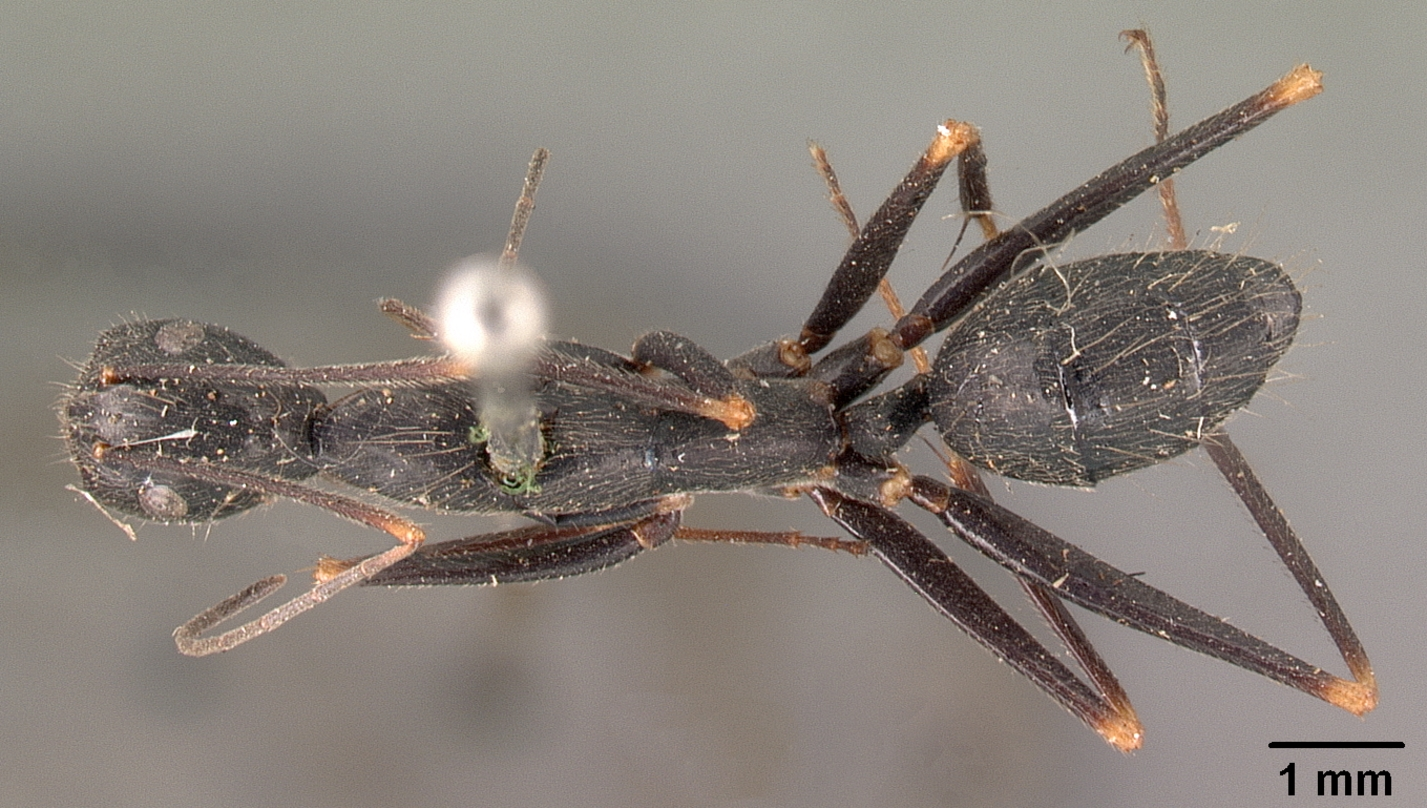
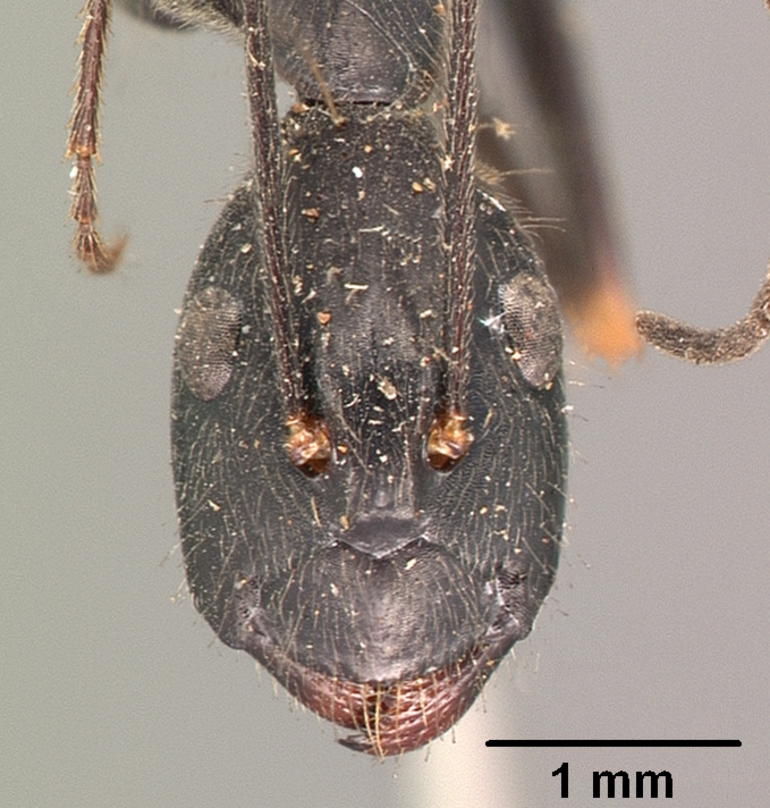
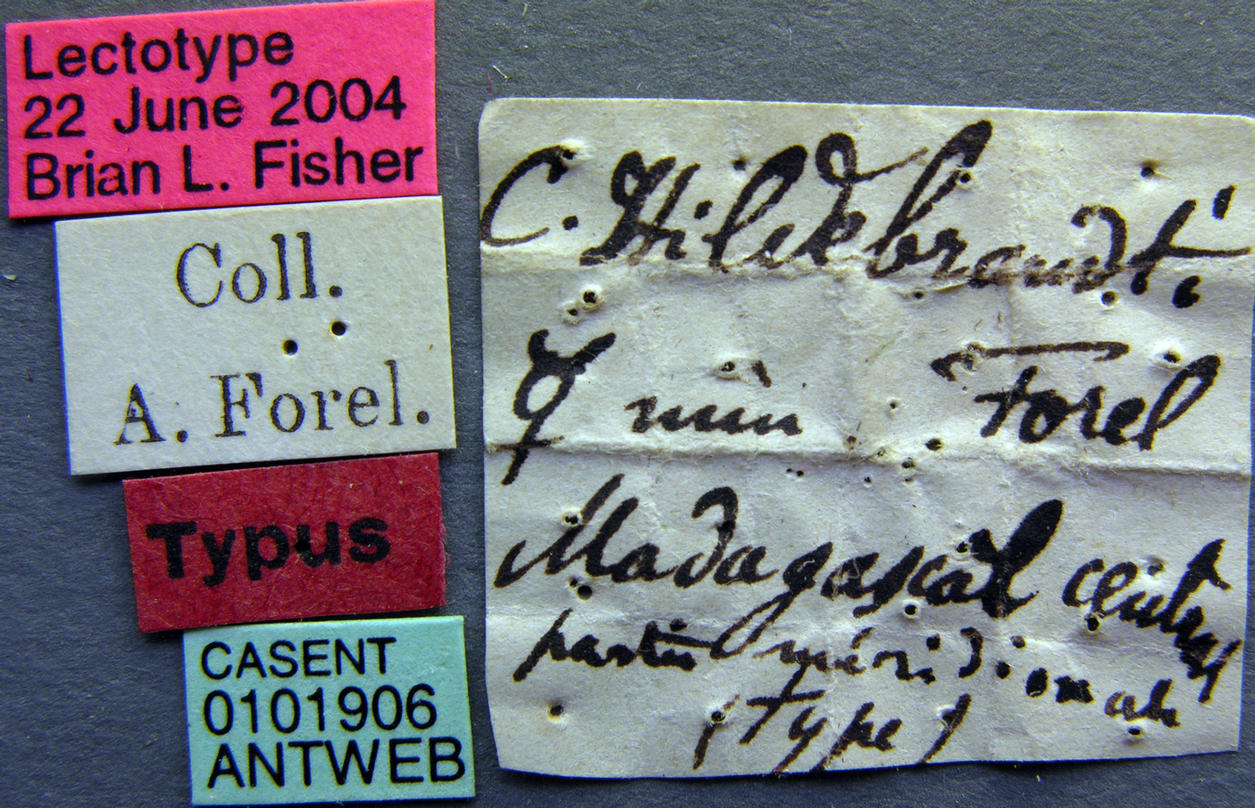
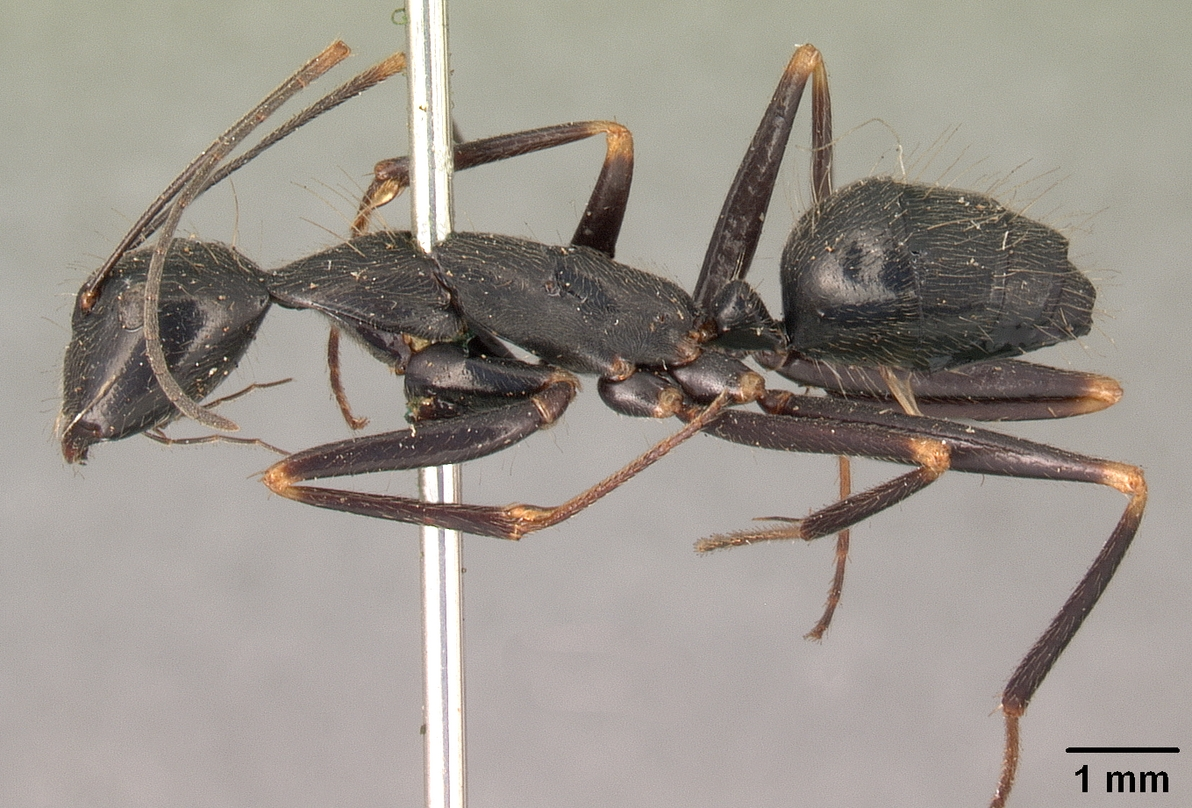
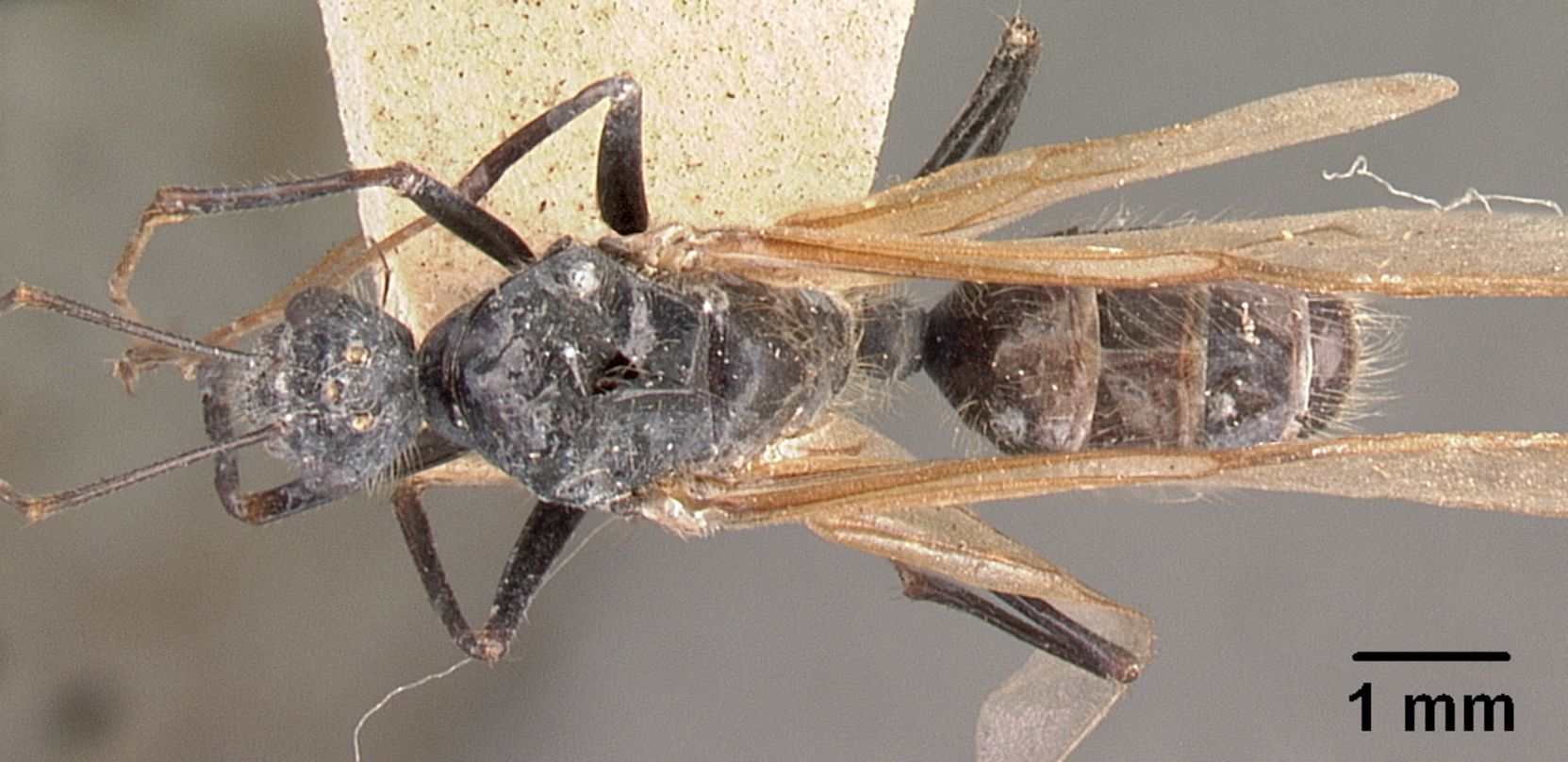
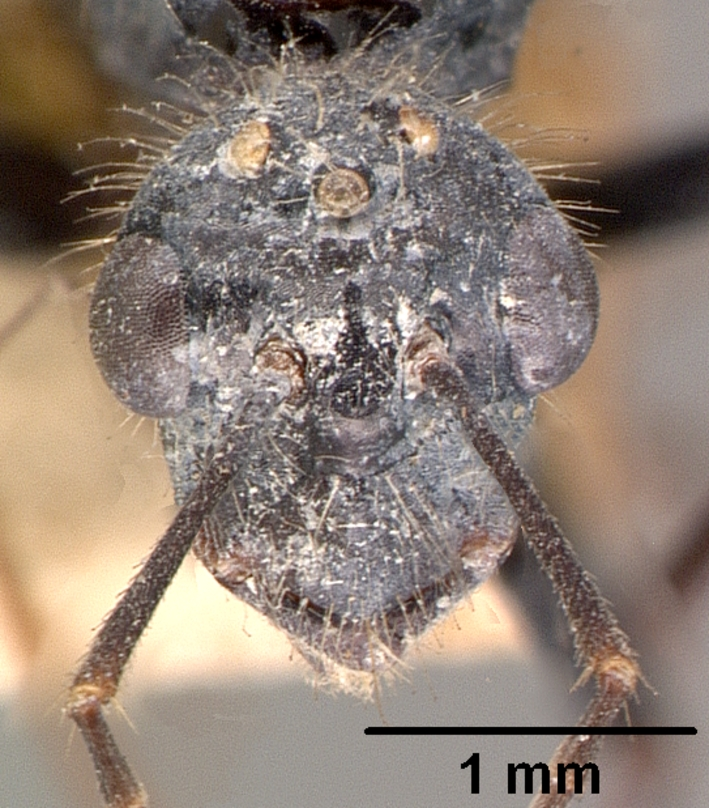